# Poul Holm
Poul Holm (ur. 20 lipca 1888 w Kopenhadze, zm. 29 października 1964 tamże) – duński pływak, gimnastyk, uczestnik Letnich Igrzyskach Olimpijskich 1908 w Londynie.
Podczas igrzysk olimpijskich w Londynie pływał na dystansie 100 metrów stylem dowolnym oraz w sztafecie na 4 × 200 metrów stylem dowolnym. Wziął również udział w konkurencji gimnastycznej, wieloboju drużynowym.
Brat olimpijczyków Knuda Holma i Aage Holma.